# 암 통증
암 통증(cancer pain)은 종양이 인근 신체 부위를 압박하거나 침윤하여 발생할 수 있다. 치료 및 진단 절차에서나 호르몬 불균형이나 면역 반응으로 인한 피부, 신경 및 기타 변화로 인해 발생한다. 대부분의 만성(오래 지속되는) 통증은 질병으로 인해 발생하며 대부분의 급성(단기) 통증은 치료 또는 진단 절차로 인해 발생한다. 그러나 방사선 요법, 수술 및 화학 요법은 치료가 끝난 후에도 오랫동안 지속되는 고통스러운 상태를 유발할 수 있다.
통증의 존재는 주로 암의 위치와 질병의 단계에 따라 다르다. 악성 암 진단을 받은 사람의 약 절반이 어느 시점에서든 통증을 경험하고 있으며, 진행성 암 환자의 3분의 2는 수면, 기분, 사회적 관계 및 일상 생활 활동에 부정적인 영향을 미칠 정도로 심한 통증을 경험한다.
철저한 관리를 통해 암 통증은 80~90%의 경우에서 제거되거나 잘 조절될 수 있지만 선진국 암 환자의 거의 50%는 최적의 치료를 받지 못하고 있다. 전 세계적으로 암 환자의 거의 80%가 진통제를 거의 또는 전혀 받지 않는다. 소아 및 지적 장애가 있는 사람들의 암성 통증도 제대로 치료되지 않는 것으로 보고되었다.
세계보건기구(WHO) 등은 암 통증 관리에 약물 사용 지침을 발표했다.의료 전문가는 가능한 한 환자 또는 환자의 보호자가 통증 관리 옵션과 관련된 위험 및 이점에 대해 잘 알고 있는지 확인해야 하는 윤리적 의무가 있다. 적절한 통증 관리는 때때로 죽어가는 사람의 생명을 약간 단축시킬 수 있다.

## 통증
통증은 극심한 (단기) 만성적인 (장기) 로 분류된다.
만성적인 통증은 가끔씩 급작스럽게 통증의 강도가 상승하거나 또는 간헐적으로 통증이 없는 무통 기간과 연관되어 있다. 장기간 지속적인 약물치료나 또는 다른 치료를 병행해 통증이 잘 관리가 되고 있음에도 불구하고, 돌발적인 통증신호는 갑작스럽게 느껴지지만, 이것은 빠른 효과가 드는 진통제로 치료를 할 수 있다.
다수의 만성 통증을 가진 사람들은 기억력과 집중력에 문제가 있다고 호소한다. 객관적인 심리검사에서 기억력, 집중력, 언어 능력, 유연한 사고와 생각의 속도에 대한 문제가 발견되었다. 통증은 우울, 분노, 공포, 분노 상승과도 관련되어 있다. 지속적인 통증은 삶의 전반적인 질을 저하시키고, 통증을 겪고있는 사람과 간병인의 사기를 저하시키고 지쳐가게 한다.
통증의 강도는 불쾌감과는 구별된다. 예를들어, 정신외과와 약물치료 혹은 최면이나 플라시보를 통해 통증의 강도에 영향을 주지 않으면서 통증의 불쾌감을 줄이거나 없앨 수 있다.가끔, 통증은 통증이 있는 곳이 아니라 다른 곳이 아픈 통증처럼 느껴질 때도 있다. 이것을 연관통이라고 부른다.
암의 통증은 신체의 대부분에서 발견되는 통증 신호를 전달하는 신경 말단에 기계적, 화학적인 자극에 의해 발생 할 수 있고(통각), 이는 질병, 손상 또는 압축된 신경에 의해 발생 할 수 있으며, 이는 신경성 통증이라고 한다. 신경성 통증은 핀, 바늘과 같은 저림 현상을 동반한다.
통증의 정도를 환자 본인이 직접 설명하는 것이 가장 좋은 측정 방법이다. 일반적으로 0~10의 척도로 강도를 추정하도록 권고한다. (0은 통증이 없고 10은 지금까지 본인이 경험한 최악의 통증을 뜻한다). 그러나 몇몇의 환자는 본인의 통증을 말로 설명을 못하기도 한다. 이런 경우에는 표정, 몸의 움직임, 신음과 같은 생리적 척도에 의존하여 판단해야 한다.

## 원인
75 % 의 암통증은 병(암) 그 자체로부터 온다. 나머지 대부분은 진단 절차와 치료 과정에서 발생한다.

### 관련 종양
종양은 조직을 짓누르거나 침윤시키거나 감염이나 염증을 유발하거나 평소 무통 자극을 통증으로 만드는 화학물질을 방출함으로써 통증을 유발한다. 암 통증의 가장 흔한 원인은 암에 침범 당한 뼈이다. 대부분 압박 통증으로 느껴지며, 지속적인 기본 통증과 자발적인 경우 또는 운동과 관련되어 악화되기도 한다. 통증은 심각하게 느껴지기도 한다. 갈비뼈 골절은 흔히 갈비뼈 전이가 있는 유방암, 전립선암 및 기타 다른 암에서 흔히 발생한다.
혈관 시스템은 고형 종양에 의해 영향을 받을 수 있다. 심부정맥혈전증의 15%~25%는 종양이 정맥을 압박함으로써 발생하며 이는 암의 전조증상에 대한 첫 힌트가 될 수 있다. 이는 다리, 특히 종아리와 팔에 부종과 붓기와 통증을 유발한다. 위 대정맥(순환하고 탈산소화 된 혈액을 심장으로 운반하는 큰 정맥)은 종양에 의해 압박되어 위대정맥 증후군을 유발할 수 있고, 이는 다른 증상들 중에서도 흉벽 통증을 유발 할 수 있다.
종양이 신경계의 일부(뇌, 척수, 신경, 신경절 또는 신경얼기)를 압박하거나 침범하거나 염증을 일으키면 통증과 다른 증상을 유발할 수 있다. 뇌 조직에는 통증 수용기가 없지만 뇌종양은 혈관이나 뇌를 둘러싸고 있는 막인 뇌막을 압박하거나 간접적으로 통증에 민감한 조직을 압박할 수 있는 유체(부종)의 축적을 유발하여 통증을 유발할 수 있다.
암 조직으로부터 발생하는 위와 간(내장통증)의 통증은 광범위하고 위치를 파악하기 어렵고, 대부분 표면적인 부위와 연관되어 있다. 종양에 의한 연부조직 침범은 통증 수용기의 염증 또는 기계적 자극에 의한 통증 또는 인대, 힘줄, 골격근과 같은 이동성 구조의 파괴로 인한 통증을 유발할 수 있다.
골반 내 암으로 인해 발생하는 통증은 침범된 조직에 따라 다르다. 암 부위에 나타나기도 하지만 허벅지 위쪽으로 자주 나타나는 경우가 많고, 허리 아래쪽, 외부 생식기와 회음부에 나타날 수도 있다.

### 진단절차
요추전자, PDPH (두통과 혈압 올라감이 있을 때의 두통),정맥천자,복수천자,흉곽천자 와 같은 진단절차는 고통스러울 수 있다.

### 치료지연
잠재적인 암 통증 치료는 이를 포함한다 :
- 면역요법 : 관절 또는 근육통을 유발할 수 있음

- 피부 반응, 장염, 섬유증, 골수병증, 뼈 괴사, 신경병증 또는 신경병증을 유발할 수 있는 방사선 치료
- 화학요법은 관련되어 설사나 변비로 인한 말초신경증, 점막염, 관절통, 근육통 및 복통 유발
- 갑작스러운 고통을 불러오기도 하는 호르몬치료
- 트라스투주맙, 리툭시맙과 같은 집중치료는 근육, 관절 또는 흉통을 유발한다.
- 베바시주맙과 같은 혈관신생억제제는 가끔 뼈 통증을 유발하기도 한다.
- 수술은 수술 후의 통증, 절단 후 통증 또는 골반 근육통을 유발할 수도 있다.

### 영향
종양과 그 주변 조직의 감염으로부터 관련된 화학적 변화는 급작스럽게 오는 통증 유발을 증가할 수 있지만, 감염은 발생할 수 있는 원인으로 간과되기도 한다. 한 연구에 따르면 통증 완화를 위해 치료를 받던 거의 300명의 환자중 4%가 감염으로 인해 고통 받았다. 암을 걸린 7명의 사람들을 조사한 다른 연구에서는 잘 조절 되었던 통증이 며칠 사이에 크게 악화된 경우도 있었다. 그러나 항생제 치료를 통해 3일 이내에 모두 통증이 완화되는 효과를 보았다.